# George Smith (Politiker, vor 1809)
George Smith war ein US-amerikanischer Politiker. Zwischen 1809 und 1813 vertrat er den Bundesstaat Pennsylvania im US-Repräsentantenhaus.

## Werdegang
Weder das Geburts- noch das Sterbedatum von George Smith sind überliefert; dasselbe gilt für seinen Geburts- und Sterbeort. Auch über seine Schulausbildung und beruflichen Werdegang ist nichts bekannt. Politisch wurde er Mitglied der Ende der 1790er Jahre vom späteren US-Präsidenten Thomas Jefferson gegründeten Demokratisch-Republikanischen Partei.
Bei den Kongresswahlen des Jahres 1808 wurde Smith im fünften Wahlbezirk von Pennsylvania in das US-Repräsentantenhaus in Washington, D.C. gewählt, wo er am 4. März 1809 die Nachfolge von Daniel Montgomery antrat. Nach einer Wiederwahl konnte er bis zum 3. März 1813 zwei Legislaturperioden im Kongress absolvieren. Diese waren seit 1812 von den Ereignissen des Britisch-Amerikanischen Kriegs geprägt.
Nach dem Ende seiner Zeit im US-Repräsentantenhaus verliert sich seine Spur.